# Gallirallus roletti
Gallirallus roletti war eine mittelgroße flugunfähige Gallirallus-Art von der Insel Tahuata, die zu den Marquesas-Inseln zählt und im Südostpazifik liegt. Sie war etwa so groß wie Gallirallus owstoni, G. philippensis, G. striatus und G. torquatus. Sie war größer als G. ripleyi und G. wakensis jedoch kleiner als G. australis, G. vekamatolu und G. woodfordi.
Von Gallirallus roletti sind insgesamt 22 Knochen bekannt, von denen die meisten jedoch nicht zusammenhingen, sondern einzeln gefunden wurden. Da bei den Knochenfunden das Brustbein, Schulterblatt und Flügelknochen fehlten, ließ sich die Flugunfähigkeit der Art nur daran ablesen, dass das Rabenbein verhältnismäßig klein und wie bei anderen flugunfähigen Arten der Gattung geformt war.
Die Ralle wurde nach Barry V. Rolett benannt, um ihn für seine Forschung auf den Marquesas-Inseln zu ehren. Seine Grabungen am Grabungsort „Hananiai“ erbrachten die größte und nützlichste auf den Maquesen gefundene Ansammlung an Gallirallus-Knochen.

## Quelle
- Jeremy J. Kirchman and David W. Steadman: New Species of Extinct Rails (Aves: Rallidae) from Archaeological Sites in the Marquesas Islands, French Polynesia. Pacific Science, Volume 61, Issue 1 (January 2007) doi:10.1353/psc.2007.0008